# Бронепалубные крейсера типа «Калипсо»

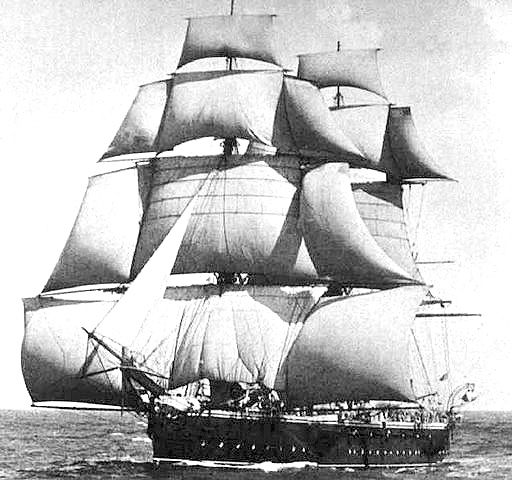
Калипсо под парусами

Бронепалубные крейсера типа «Калипсо» — серия кораблей Британского Королевского флота, построенная в начале 1880-х гг. XIX века. Стали дальнейшим развитием крейсеров типа «Комюс» и их часто относят к одному типу C. Первые британские корабли оснащённые артиллерией в бортовых спонсонах. Считались лучшими крейсерами, построенными Натаниэлем Барнаби.
Всего было построено 2 единицы: «Калипсо» (англ. Calypso), «Каллиоп» (англ. Calliope). В Королевском флоте первоначально именовались корветами, затем были переклассифицированны в крейсера 2-го класса.

## Служба
- «Калипсо» — заложен в 1881 г., спущен 7 июня 1883 г., в строю с 1883 г.
- «Каллиоп» — заложен в 1881 г., спущен июля 1884 г., в строю с 1884 г.